# Félix Huguenet
Félix Huguenet (1858 – 21 de noviembre de 1926) fue un actor teatral de nacionalidad francesa.

## Biografía
Nacido en Lyon, Francia, era hijo de un sombrerero. En sus inicios actuó en teatros de provincia y en giras por el extranjero, llegando posteriormente a París. Allí, tras un difícil comienzo, trabajó en el Théâtre des Variétés (1886), el Palacio Real (1888), el Théâtre des Bouffes-Parisiens, donde cantó operetas, y en el Teatro Antoine (1892). 
Más adelante pudo actuar en el Teatro du Vaudeville y en el Théâtre du Gymnase Marie-Bell, formando parte del elenco de destacadas representaciones como Georgette Lemeunier, La Robe Rouge, Le Secret de Polichinelle, etc.) Tras trabajar en el Teatro de la Renaissance (1906), entró en la Comédie-Française (1908), centro en el que permaneció dos años. 
Orientada su trayectoria al género del teatro de bulevar, terminó su brillante carrera en el vodevil con La Tendresse (1921) y La Chair humaine (1922). A lo largo de su carrera Huguenet destacó por la precisión y delicadeza de sus actuaciones. 
En 1917 fundó la Union des artistes. Félix Huguente falleció en Antibes, Francia, en 1926. Había estado casado desde 1898 con Simon-Girard.

## Teatro
- 1892 : La Femme de Narcisse, de Fabrice Carré, música de Louis Varney, Teatro de la Renaissance
- 1892 : Le Brillant Achille, de Charles Clairville y Fernand Beissier, música de Louis Varney, Teatro de la Renaissance
- 1893 : Le Veglione ou le Bal masqué, de Alexandre Bisson y Albert Carré, Teatro del Palais-Royal
- 1894 : Les Forains, de Maxime Boucheron y Antony Mars, música de Louis Varney, Théâtre des Bouffes Parisiens
- 1895 : La Dot de Brigitte, de Paul Ferrier y Antony Mars, música de Victor Roger y Gaston Serpette, Théâtre des Bouffes Parisiens
- 1895 : La Belle Épicière, de Adrien Decourcelle y Henri Kéroul, música de Louis Varney, Théâtre des Bouffes Parisiens
- 1896 : Le Dindon, de Georges Feydeau, Teatro del Palais-Royal
- 1896 : La Famille Pont-Biquet, de Alexandre Bisson, Théâtre du Gymnase Marie-Bell
- 1896 : La Villa Gaby, de Léon Gandillot, Théâtre du Gymnase Marie-Bell
- 1896 : Divorçons, de Victorien Sardou y Émile de Najac, Théâtre du Vaudeville
- 1898 : Pamela, marchande de frivolités, de Victorien Sardou, Théâtre du Vaudeville
- 1898 : Marraine, de Ambroise Janvier, Théâtre du Gymnase Marie-Bell
- 1898 : Georgette Lemeunier, de Maurice Donnay, Théâtre du Vaudeville
- 1900 : La Robe rouge, de Eugène Brieux, Théâtre du Vaudeville
- 1900 : Sylvie ou la Curieuse d'amour, de Abel Hermant, Théâtre du Vaudeville
- 1901 : Le Bon Juge, de Alexandre Bisson, Théâtre du Vaudeville
- 1901 : La Pente douce, de Fernand Vanderem, Théâtre du Vaudeville
- 1902 : L'Archiduc Paul, de Abel Hermant, Théâtre du Gymnase Marie-Bell
- 1902 : Joujou, de Henri Bernstein, Théâtre du Gymnase Marie-Bell
- 1903 : Le Secret de Polichinelle, de Pierre Wolff, Théâtre du Gymnase Marie-Bell
- 1904 : La Boule, de Henri Meilhac y Ludovic Halévy, Théâtre des Variétés
- 1904 : Par le fer et par le feu, de Maurice Bernhardt a partir de Henryk Sienkiewicz, Théâtre de la Ville
- 1905 : Les Merlereau, de Georges Berr, Théâtre des Bouffes Parisiens
- 1905 : L'Âge d'aimer, de Pierre Wolff, Théâtre du Gymnase Marie-Bell
- 1905 : La Sauvegarde, de Henry de Rothschild, Théâtre des Capucines
- 1906 : L'Enfant chérie, de Romain Coolus, Théâtre du Gymnase Marie-Bell
- 1906 : Les Passagères, de Alfred Capus, Teatro de la Renaissance
- 1906 : Le Voleur, de Henri Bernstein, Teatro de la Renaissance
- 1908 : Le Chant du cygne, de Georges Duval y Xavier Roux, Théâtre de l'Athénée
- 1908 : Le Foyer, de Octave Mirbeau y Thadée Natanson, Comédie-Française
- 1909 : La Robe rouge, de Eugène Brieux, Comédie-Française
- 1909 : Sire, de Henri Lavedan, Comédie-Française
- 1910 : Le Secret de Polichinelle, de Pierre Wolff, Théâtre du Vaudeville
- 1911 : Papa, de Robert de Flers y Gaston Arman de Caillavet, Théâtre du Gymnase Marie-Bell
- 1912 : La Crise, de Paul Bourget y André Beaunier, Teatro de la Porte Saint-Martin
- 1912 : La Robe rouge, de Eugène Brieux, Teatro de la Porte Saint-Martin
- 1912 : Les Flambeaux, de Henry Bataille, Teatro de la Porte Saint-Martin
- 1913 : Le Ruisseau, de Pierre Wolff, Teatro de la Porte Saint-Martin
- 1914 : Madame, de Abel Hermant y Alfred Savoir, Teatro de la Porte Saint-Martin
- 1914 : Monsieur Brotonneau, de Robert de Flers y Gaston Arman de Caillavet, Teatro de la Porte Saint-Martin
- 1918 : Notre image, de Henry Bataille, escenografía de Armand Bour, Théâtre de Paris
- 1921 : La Tendresse, de Henry Bataille, Théâtre du Vaudeville
- 1921 : Amants, de Maurice Donnay, Théâtre du Gymnase Marie-Bell
- 1922 : La Chair humaine, de Henry Bataille, Théâtre du Vaudeville